# Phlyctochytrium zygnematis
Phlyctochytrium zygnematis är en svampart som först beskrevs av F. Rosen, och fick sitt nu gällande namn av Joseph Schröter 1892. Phlyctochytrium zygnematis ingår i släktet Phlyctochytrium och familjen Chytridiaceae.   Inga underarter finns listade i Catalogue of Life.